# Raphael Holzhauser
Raphael Holzhauser (nascut el 16 de febrer de 1993) és un futbolista professional austríac que juga com a migcampista al club de Primera Divisió A belga OH Leuven i a la selecció d'Àustria.

## Carrera de club
Holzhauser va néixer a Wiener Neustadt, Àustria. Abans de la temporada 2010-11, va fitxar pel segon equip de l'Stuttgart, jugant a la 3. Lliga. El 21 de gener de 2012, va debutar a la Bundesliga amb el VfB Stuttgart contra el Schalke.
L'1 de juliol de 2013, Holzhauser va ser cedit al FC Augsburg de la Bundesliga fins al juny de 2014.
Després del seu retorn d'Augsburg, va ser exclòs de la plantilla del primer equip i va haver de jugar amb el filial en 3. Lliga per a la primera meitat de la campanya 2014-15. En total va jugar 77 partits amb el VfB Stuttgart II i finalment es va traslladar a l'Austria Viena el 22 de gener de 2015.
El maig de 2018, després d'acabar contracte amb l'Austria Wien, es va anunciar que Holzhauser s'uniria al Grasshopper Club Zürich de la Super League suïssa per a la temporada 2018-19. Va acordar un contracte de dos anys amb el Grasshopper. El 2 d'abril de 2019, es va confirmar que el contracte de Holzhauser s'havia rescindit per consentiment mutu.
El 19 de juny de 2019, Holzhauser va signar un contracte de dos anys amb el club belga Beerschot.

## Internacional
Després de jugar amb les diverses seleccions nacionals de futbol juvenil d'Àustria. Va debutar amb la selecció sènior de futbol d'Àustria en una victòria amistosa per 2-1 contra Grècia el 7 d'octubre de 2020.